# Слаговищі (роз'їзд)
Слаговищі (рос. Слаговищи) — железнодорожный разъезд в Козельському районі Калузької області Російської Федерації.
Населення становить 41 особу. Входить до складу муніципального утворення Село Березицький склозавод.

## Історія
Від 2004 року входить до складу муніципального утворення Село Березицький склозавод.

## Населення
| 2002 | 2010 |
| ---- | ---- |
| 39   | ↗41  |